# スコルディスキ

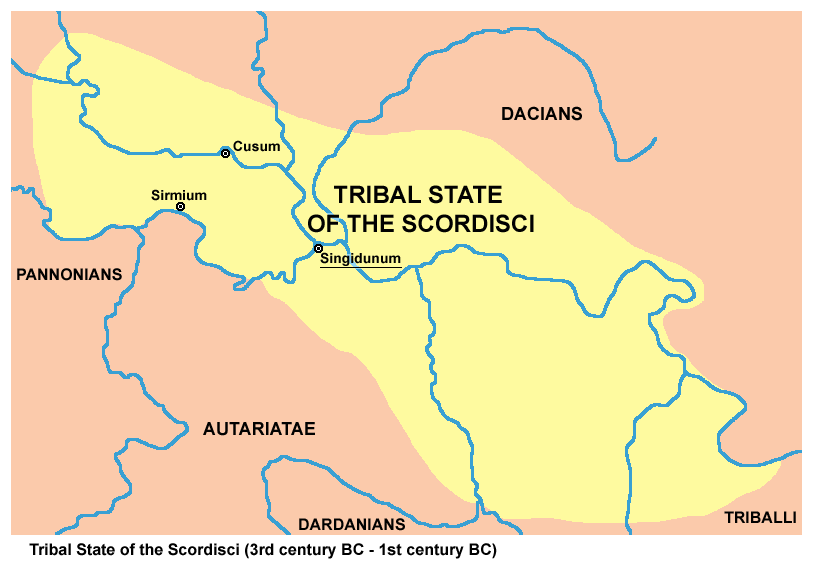

スコルディスキ（Scordisci、ギリシア語: Σκορδίσκοι）はケルト系古代民族の1つで、ローマ属州のパンノニアからモエシアにかけて、現在のセルビアのサヴァ川がドナウ川に合流する地点やクロアチアのドラーヴァ川がドナウ川と合流する地点などに居住していた。特に紀元前3世期初めから紀元前後まで歴史に名を残している。最盛期には、現在のオーストリア、クロアチア、ハンガリー、セルビア、スロベニア、スロバキア、ボスニア・ヘルツェゴビナにまたがる領域を版図としていた。スコルディスキという名称はイリュリアとパイオニア王国の間（現在のコソボとマケドニアの国境あたり）にあった Scordus と呼ばれた山 (en) と関係する可能性がある。

## 出自
スコルディスキの民族系統は今も歴史学者の議論の1つとなっている。ケルト人、トラキア人、イリュリア人、あるいはこれら民族とケルト人の混血といった説がある。イリュリア、トラキア、ダキアの歴史上で何度かスコルディスキの名が登場しており、時には「大スコルディスキ」と「小スコルディスキ」のような複数グループに分裂していることもあった。
Andras Mocsy はスコルディスキの民族的性格を明らかにし、本来はケルト人ではないが「ケルト的政治体制」を採用していたと示唆している。紀元前278年以降、バルカン半島へのケルト人進出で生き残った少数のケルト人が上述した地域の支配階級として定住し、民族が形成された 。数に優る原住民に比較的早期に吸収されたと見られるが、ケルト的な民族名はイリュリア語化した Scordistae となって残り、紀元前2世紀によく使われている。固有名詞学的研究によれば、モラヴァ川の東に定住したスコルディスキはトラキア化している。
現地生産されたラ・テーヌ文化に属する工芸品が出土しており、特にパンノニアやモエシア北部に多く、ケルト人の定住と文化的交流の濃さを示している。しかし、サヴァ川より南からはそのような出土品はあまり見つかっていない。

## 歴史

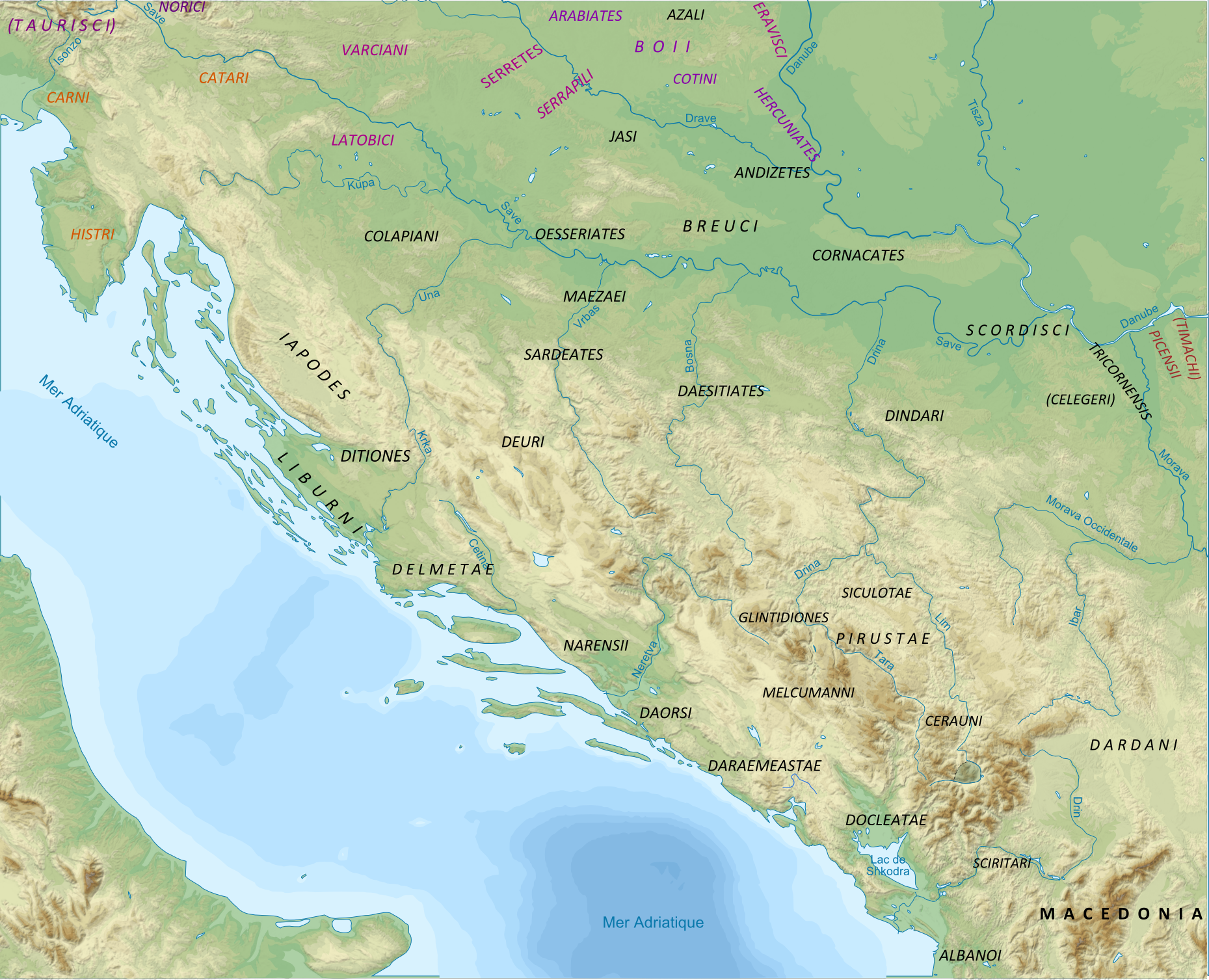
紀元前50年ごろのバルカンにおけるケルト系民族の分布

ギリシアからは排斥されたにもかかわらず、バルカンにおけるケルト人は根絶されたわけではなかった。紀元前278年に形成された後、しばらくの間はスコルディスキについてほとんど何も記録されていない。アンティゴノス朝マケドニアの全盛期のころ、スコルディスキはパンノニアを中心とした地域の支配を確立することに注力していた。パンノニアの諸民族を支配下におさめ、年貢を納めさせるようになり、バルカン中央部で最も強大な民族となってシンギドゥヌムとタウルヌム（共に現在のベオグラード）に要塞を築いた。ローマによるセゲスティカ包囲攻撃でパンノニアがローマの支配下に入り、スコルディスキの支配地域はダルマチアとパンノニア南西部に縮小した。アレクサンドロス3世の死後のディアドコイ戦争に続く戦乱も重なって、スコルディスキは南方に注意を向けるようになった。スコルディスキはモエシアでダルダニア人、西部トラキア人、パイオニア人といった民族を征服した。紀元前141年以降、スコルディスキはローマの支配下に入ったマケドニア属州と定期的に戦うようになった。紀元前135年、スコルディスキはトラキアでコスコニウスに敗れた。テッサロニキ付近で見つかった石碑によると、後の三頭政治で一角を占めたグナエウス・ポンペイウスの祖父と思われるセクストゥス・ポンペイウスが紀元前118年にストービでスコルディスキと戦い、戦死した。紀元前114年、セルビア西部の山岳地帯でガイウス・ポルキウス・カトの軍が奇襲され壊滅した。紀元前107年には、ミヌシウス・ルフスがスコルディスキを破っている。紀元前119年にはシサク（元はセゲスティカ）の2度目の包囲攻撃を行った記録があり、スコルディスキはパンノニアの覇権をまだあきらめていなかったことがわかる。
スコルディスキはしばしば侵略を繰り返し、マケドニア属州のローマ人支配者にとって頭痛の種だった。デルポイまで侵入し、神殿から略奪したこともある。しかし紀元前88年、ルキウス・コルネリウス・スキピオ・アシアティクスがついにスコルディスキに勝ち、ドナウ川の北に彼らを追いやった。その後スコルディスキの勢力は急速に衰えた。これはローマによる遠征の結果というよりも、スコルディスキに支配されていた各部族が力をつけ、スコルディスキから独立した結果だった。紀元前56年から紀元前50年にかけて、ダキア人の王ブレビスタがスコルディスキを破り、支配下に置いた。
紀元前15年、ティベリウスが彼らを撃破し、ローマに従わせ傭兵として役目を果たさせるようになった。別の文献によれば、紀元前15年のティベリウスのアルプス遠征の後、シルミウムでスコルディスキとの同盟が成立し、パンノニア平定に協力したという。トラヤヌス帝治世下で彼らはローマ市民権を得るようになった。ローマ化の進行とともに彼らの政治的独立性は失われていった。